# Arpenans
Arpenans é uma comuna francesa na região administrativa de Borgonha-Franco-Condado, no departamento de Alto Sona. Estende-se por uma área de 11,8 km². Em 2010 a comuna tinha 244 habitantes (densidade: 20,7 hab./km²).